# Franziskanerkloster Brixen

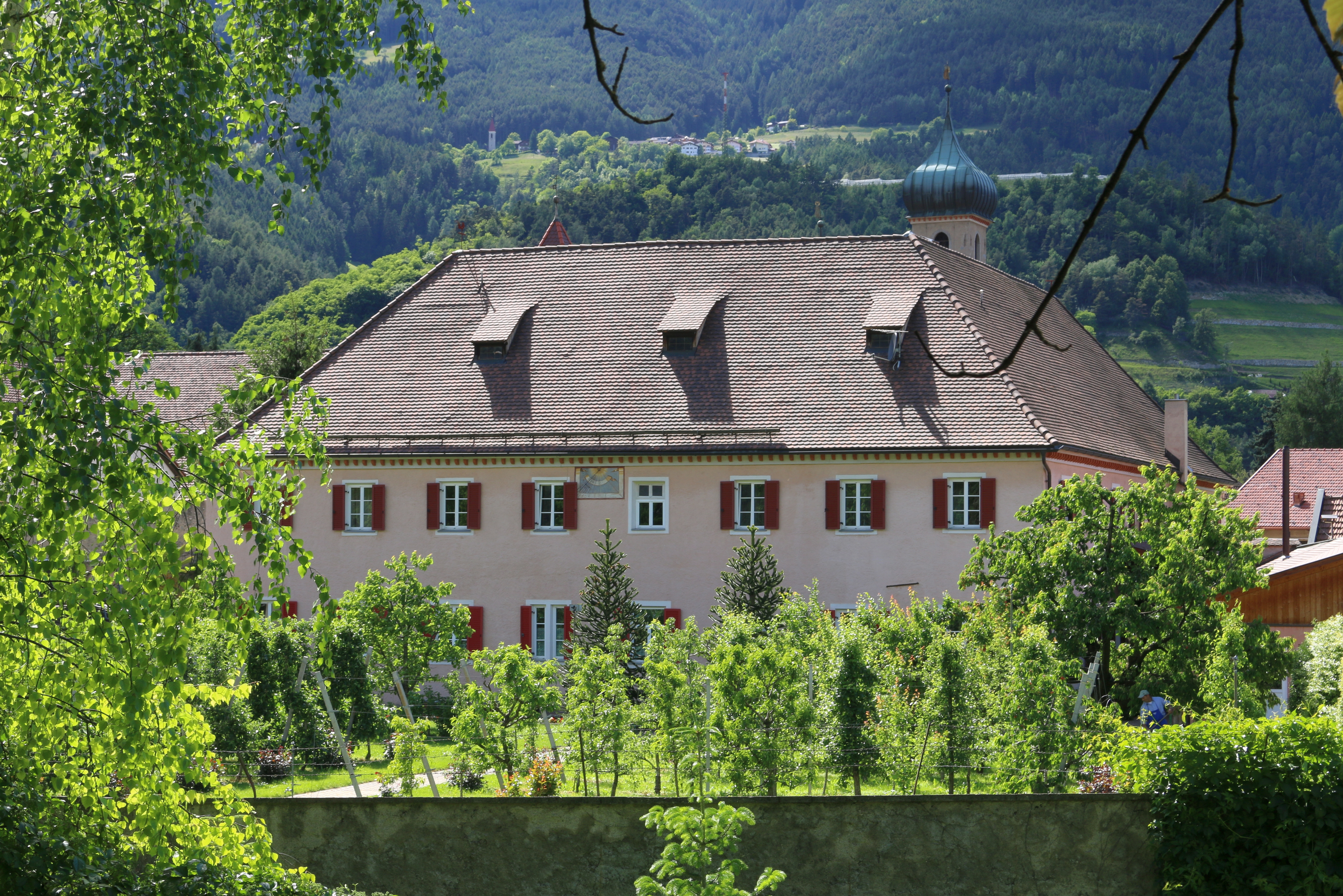
Franziskanerkloster Brixen

Das Brixner Franziskanerkloster ist ein Teil des Klarissenklosters in Brixen (Südtirol).
Die Franziskaner kamen vermutlich um 1230 mit den ersten Klarissen nach Brixen. 1245 erhielten die Minderbrüder ein kleines Kloster (Hospiz), für das 1252 die österreichische Franziskanerprovinz sechs Brüder stellte. Sie sollten einerseits die Schwester in geistlichen und weltlichen Angelegenheiten, wie zum Beispiel dem Sammeln von Almosen, unterstützen und andererseits durch Predigt und Beichte die Bevölkerung seelsorglich betreuen. 
Aus dem frühen 15. Jahrhundert stammt noch ein Kreuzigungsfresko im Pfortenbereich. Im Jahre 1571 kam P. Johannes Nas ins Kloster, der 1580 zum Weihbischof der Diözese Brixen ernannt wurde. In den Jahren 1671 bis 1673 wurde das Franziskanerkloster im Zuge der Renovierung des Klarissenklosters durch den Baumeister Pater Rufin Laxner neu erbaut. 1700 bis 1701 schuf der Franziskanerbruder Josaphat Leitner 25 barocke Bildtafeln für den Kreuzgang, die Szenen aus dem Leben des hl. Franziskus darstellen. Während des Tiroler Freiheitskampfes wurde das Kloster 1809 für neun Monate aufgehoben.